# Lijst van presidenten van Kaapverdië
Deze lijst bevat de namen van alle presidenten van Kaapverdië sinds de onafhankelijkheid in 1975.

## Presidenten van Kaapverdië (1975-heden)
| Nr. | President        | President                                | Verkiezingsdatum       | Ambtstermijn     | Ambtstermijn    | Partij |
| --- | ---------------- | ---------------------------------------- | ---------------------- | ---------------- | --------------- | ------ |
| 1   |                  | Aristides Pereira (1923-2011)            | 5 juli 1975            | 8 juli 1975      | 20 januari 1981 | PAIGCV |
| 1   | 12 februari 1981 | Aristides Pereira (1923-2011)            | 20 januari 1981        | 1986             |                 | PAIGCV |
| 1   | 13 januari 1986  | Aristides Pereira (1923-2011)            | 1986                   | 22 maart 1991    |                 | PAIGCV |
| 2   |                  | António Mascarenhas Monteiro (1944-2016) | 17 februari 1991       | 22 maart 1991    | maart 1996      | MpD    |
| 2   | 18 februari 1996 | António Mascarenhas Monteiro (1944-2016) | maart 1996             | 22 maart 2001    | MpD PAICV       |        |
| 3   |                  | Pedro Pires (1934)                       | 11 en 25 februari 2001 | 22 maart 2001    | 2006            | PAICV  |
| 3   | 12 februari 2006 | Pedro Pires (1934)                       | 2006                   | 9 september 2011 |                 | PAICV  |
| 4   |                  | Jorge Carlos Fonseca (1950)              | 7 en 21 augustus 2011  | 9 september 2011 | 20 oktober 2016 | MpD    |
| 4   | 2 oktober 2016   | Jorge Carlos Fonseca (1950)              | 20 oktober 2016        | 9 november 2021  |                 | MpD    |
| 5   |                  | José Maria Neves (1960)                  | 17 oktober 2021        | 9 november 2021  | huidig          | PAICV  |